# Still Falling for You
"Still Falling for You" is een nummer van de Engelse zangeres Ellie Goulding voor de soundtrack van de film Bridget Jones's Baby die in september 2016 werd uitgebracht. Het nummer is geschreven door Tove Lo, Rickard Göransson, Ilya Salmanzadeh en Shellback. Het nummer kwam uit als single op 19 augustus 2016.

## Tracklijst
| Nr. | Titel                 | Duur |
| --- | --------------------- | ---- |
| 1.  | Still Falling for You | 4:00 |

| Nr. | Titel                                    | Duur |
| --- | ---------------------------------------- | ---- |
| 1.  | Still Falling for You (Jonas Blue remix) | 3:08 |

## Hitnoteringen

### Nederlandse Top 40
| Hitnotering: 03-09-2016 t/m 03-12-2016 | Hitnotering: 03-09-2016 t/m 03-12-2016 | Hitnotering: 03-09-2016 t/m 03-12-2016 | Hitnotering: 03-09-2016 t/m 03-12-2016 | Hitnotering: 03-09-2016 t/m 03-12-2016 | Hitnotering: 03-09-2016 t/m 03-12-2016 | Hitnotering: 03-09-2016 t/m 03-12-2016 | Hitnotering: 03-09-2016 t/m 03-12-2016 | Hitnotering: 03-09-2016 t/m 03-12-2016 | Hitnotering: 03-09-2016 t/m 03-12-2016 | Hitnotering: 03-09-2016 t/m 03-12-2016 | Hitnotering: 03-09-2016 t/m 03-12-2016 | Hitnotering: 03-09-2016 t/m 03-12-2016 | Hitnotering: 03-09-2016 t/m 03-12-2016 | Hitnotering: 03-09-2016 t/m 03-12-2016 | Hitnotering: 03-09-2016 t/m 03-12-2016 |
| Week:                                  | 1                                      | 2                                      | 3                                      | 4                                      | 5                                      | 6                                      | 7                                      | 8                                      | 9                                      | 10                                     | 11                                     | 12                                     | 13                                     | 14                                     |                                        |
| -------------------------------------- | -------------------------------------- | -------------------------------------- | -------------------------------------- | -------------------------------------- | -------------------------------------- | -------------------------------------- | -------------------------------------- | -------------------------------------- | -------------------------------------- | -------------------------------------- | -------------------------------------- | -------------------------------------- | -------------------------------------- | -------------------------------------- | -------------------------------------- |
| Positie:                               | 34                                     | 28                                     | 34                                     | 36                                     | 38                                     | 29                                     | 25                                     | 21                                     | 19                                     | 19                                     | 22                                     | 27                                     | 33                                     | 38                                     | uit                                    |

### NederlandseSingle Top 100
| Hitnotering: 27-08-2016 t/m 03-12-2016 | Hitnotering: 27-08-2016 t/m 03-12-2016 | Hitnotering: 27-08-2016 t/m 03-12-2016 | Hitnotering: 27-08-2016 t/m 03-12-2016 | Hitnotering: 27-08-2016 t/m 03-12-2016 | Hitnotering: 27-08-2016 t/m 03-12-2016 | Hitnotering: 27-08-2016 t/m 03-12-2016 | Hitnotering: 27-08-2016 t/m 03-12-2016 | Hitnotering: 27-08-2016 t/m 03-12-2016 | Hitnotering: 27-08-2016 t/m 03-12-2016 | Hitnotering: 27-08-2016 t/m 03-12-2016 | Hitnotering: 27-08-2016 t/m 03-12-2016 | Hitnotering: 27-08-2016 t/m 03-12-2016 | Hitnotering: 27-08-2016 t/m 03-12-2016 | Hitnotering: 27-08-2016 t/m 03-12-2016 | Hitnotering: 27-08-2016 t/m 03-12-2016 | Hitnotering: 27-08-2016 t/m 03-12-2016 |
| Week:                                  | 1                                      | 2                                      | 3                                      | 4                                      | 5                                      | 6                                      | 7                                      | 8                                      | 9                                      | 10                                     | 11                                     | 12                                     | 13                                     | 14                                     | 15                                     |                                        |
| -------------------------------------- | -------------------------------------- | -------------------------------------- | -------------------------------------- | -------------------------------------- | -------------------------------------- | -------------------------------------- | -------------------------------------- | -------------------------------------- | -------------------------------------- | -------------------------------------- | -------------------------------------- | -------------------------------------- | -------------------------------------- | -------------------------------------- | -------------------------------------- | -------------------------------------- |
| Positie:                               | 96                                     | 89                                     | 73                                     | 61                                     | 55                                     | 39                                     | 36                                     | 33                                     | 45                                     | 43                                     | 45                                     | 53                                     | 63                                     | 80                                     | 95                                     | uit                                    |

### NederlandseMega Top 50
| Hitnotering: 27-08-2016 t/m 10-12-2016 | Hitnotering: 27-08-2016 t/m 10-12-2016 | Hitnotering: 27-08-2016 t/m 10-12-2016 | Hitnotering: 27-08-2016 t/m 10-12-2016 | Hitnotering: 27-08-2016 t/m 10-12-2016 | Hitnotering: 27-08-2016 t/m 10-12-2016 | Hitnotering: 27-08-2016 t/m 10-12-2016 | Hitnotering: 27-08-2016 t/m 10-12-2016 | Hitnotering: 27-08-2016 t/m 10-12-2016 | Hitnotering: 27-08-2016 t/m 10-12-2016 | Hitnotering: 27-08-2016 t/m 10-12-2016 | Hitnotering: 27-08-2016 t/m 10-12-2016 | Hitnotering: 27-08-2016 t/m 10-12-2016 | Hitnotering: 27-08-2016 t/m 10-12-2016 | Hitnotering: 27-08-2016 t/m 10-12-2016 | Hitnotering: 27-08-2016 t/m 10-12-2016 | Hitnotering: 27-08-2016 t/m 10-12-2016 | Hitnotering: 27-08-2016 t/m 10-12-2016 |
| Week:                                  | 1                                      | 2                                      | 3                                      | 4                                      | 5                                      | 6                                      | 7                                      | 8                                      | 9                                      | 10                                     | 11                                     | 12                                     | 13                                     | 14                                     | 15                                     | 16                                     |                                        |
| -------------------------------------- | -------------------------------------- | -------------------------------------- | -------------------------------------- | -------------------------------------- | -------------------------------------- | -------------------------------------- | -------------------------------------- | -------------------------------------- | -------------------------------------- | -------------------------------------- | -------------------------------------- | -------------------------------------- | -------------------------------------- | -------------------------------------- | -------------------------------------- | -------------------------------------- | -------------------------------------- |
| Positie:                               | 40                                     | 28                                     | 38                                     | 36                                     | 27                                     | 35                                     | 30                                     | 27                                     | 36                                     | 30                                     | 22                                     | 34                                     | 41                                     | 50                                     | 50                                     | 50                                     | uit                                    |

### VlaamseUltratop 50
| Hitnotering: 10-09-2016 t/m 19-11-2016 | Hitnotering: 10-09-2016 t/m 19-11-2016 | Hitnotering: 10-09-2016 t/m 19-11-2016 | Hitnotering: 10-09-2016 t/m 19-11-2016 | Hitnotering: 10-09-2016 t/m 19-11-2016 | Hitnotering: 10-09-2016 t/m 19-11-2016 | Hitnotering: 10-09-2016 t/m 19-11-2016 | Hitnotering: 10-09-2016 t/m 19-11-2016 | Hitnotering: 10-09-2016 t/m 19-11-2016 | Hitnotering: 10-09-2016 t/m 19-11-2016 | Hitnotering: 10-09-2016 t/m 19-11-2016 | Hitnotering: 10-09-2016 t/m 19-11-2016 | Hitnotering: 10-09-2016 t/m 19-11-2016 |
| Week:                                  | 1                                      | 2                                      | 3                                      | 4                                      | 5                                      | 6                                      | 7                                      | 8                                      | 9                                      | 10                                     | 11                                     |                                        |
| -------------------------------------- | -------------------------------------- | -------------------------------------- | -------------------------------------- | -------------------------------------- | -------------------------------------- | -------------------------------------- | -------------------------------------- | -------------------------------------- | -------------------------------------- | -------------------------------------- | -------------------------------------- | -------------------------------------- |
| Positie:                               | 37                                     | 29                                     | 21                                     | 20                                     | 26                                     | 24                                     | 16                                     | 22                                     | 34                                     | 41                                     | 49                                     | uit                                    |